# Marlies Veldhuijzen van Zanten

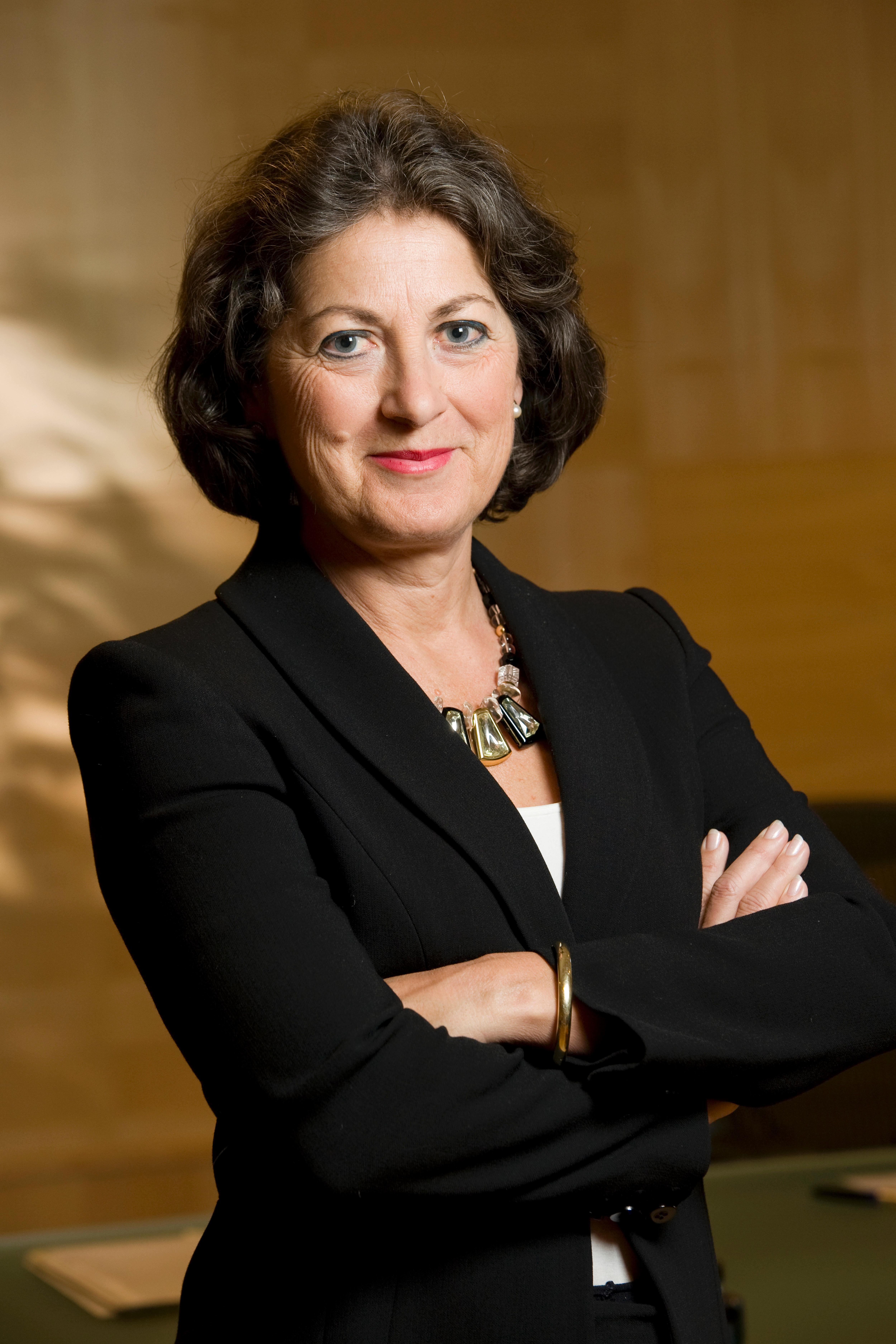
Marlies Veldhuijzen van Zanten

Marie Louise Lydia Elisabeth Veldhuijzen van Zanten-Hyllner, kurz: Marlies Veldhuijzen van Zanten (* 29. September 1953 in Göteborg), ist eine ehemalige niederländische Politikerin. Sie gehört dem Christen-Democratisch Appèl (CDA) an.

## Leben
Marlies Veldhuijzen van Zanten wurde als Tochter einer Niederländerin und eines Schweden 1953 in Göteborg geboren, wo sie auch einige Zeit lebte. In jungen Jahren kam sie in die Niederlande, wo sie an der Universität von Amsterdam Medizin studierte. Nach Abschluss der Doktorarbeit spezialisierte sie sich auf Geriatrie und wurde niedergelassene Ärztin, die intensiv mit Pflegeheimen zusammenarbeitete. Im Anschluss war Veldhuijzen van Zanten unter anderem als Managerin in verschiedenen Seniorenheimen tätig. Daneben war sie von 1984 bis 1989 Vorsitzende der Berufsvereinigung von auf Pflege spezialisierten Ärzten. Seit 1993 vertrat sie ihre Berufsvereinigung in der Huisarts en Verpleeghuisarts Registratie Commissie, von den Aufgaben her einer Kassenärztlichen Vereinigung vergleichbar. Ebenfalls ab 1993 (bis 2005) war Veldhuijzen van Zanten Dozentin für Geriatrie an der Freien Universität Amsterdam. Im Anschluss arbeitete sie bei der Häuslichen Pflegeeinrichtung Amstelring in der Region Amsterdam. Neben ihrer beruflichen Tätigkeit war Veldhuijzen van Zanten Mitglied der Königlich Holländischen Akademie der Wissenschaften und Koordinatorin zwischen der Akademie und der Stiftung Nationale Denktank, die sich mit gesellschaftlichen Problemen auseinandersetzt. Aktiv war die Ärztin auch bei den Soroptimisten.

## Politische Laufbahn
Anfang Oktober wurde Veldhuijzen van Zanten vom jetzigen Wirtschaftsminister Maxime Verhagen gefragt, ob sie den Posten als Staatssekretärin übernehmen wolle. Nachdem sie dies bejaht hatte, wurde sie Mitglied der christdemokratischen Partei.
Im Zuge ihrer Amtseinführung kam es zu einer Auseinandersetzung zwischen der Partij voor de Vrijheid von Geert Wilders, die die Minderheitsregierung aus CDA und Volkspartij voor Vrijheid en Democratie toleriert, und jenen beiden Parteien. Hintergrund war die doppelte Staatsbürgerschaft Veldhuijzen van Zantens (niederländisch und schwedisch). Wilders forderte die angehende Staatssekretärin auf, ihren schwedischen Pass abzugeben, konnte sich mit dieser Forderung jedoch nicht durchsetzen. Wilders verwies auf einen ähnlichen Fall in der Vorgängerregierung: Seinerzeit hatte Rutte die doppelte Staatsbürgerschaft (niederländisch, türkisch) der Staatssekretärin Nebahat Albayrak noch kritisiert. Rutte verwies darauf, dass die Türkei allerdings von ihren Staatsbürger bestimmte Pflichten verlange wie etwa den Militärdienst, wohingegen der schwedische Staat solcherlei Pflichten nicht an die Staatsbürgerschaft koppele. Veldhuijzen van Zanten wurde am 14. Oktober 2010 als Staatssekretärin ins Kabinett Rutte I aufgenommen und war Staatssekretärin bis dem 5. November 2012.